# Union européenne de radio-télévision
Pour les articles homonymes, voir UER, EBU et Union européenne (homonymie).
L’Union européenne de radio-télévision (UER ; en anglais : European Broadcasting Union, EBU) est une organisation internationale créée en 1950, la plus importante association professionnelle de radiodiffuseurs nationaux dans le monde avec 113 organisations membres dans 56 pays d’Europe, d’Afrique du Nord et du Proche-Orient, et 31 affiliés dans 20 pays d’autres régions du monde.
Installée au Grand-Saconnex dans le canton de Genève, elle agit pour le compte de ses membres, négocie les droits de diffusion des grands événements sportifs, exploite les réseaux Eurovision et Euroradio, organise certains événements tels que le concours Eurovision de la chanson.

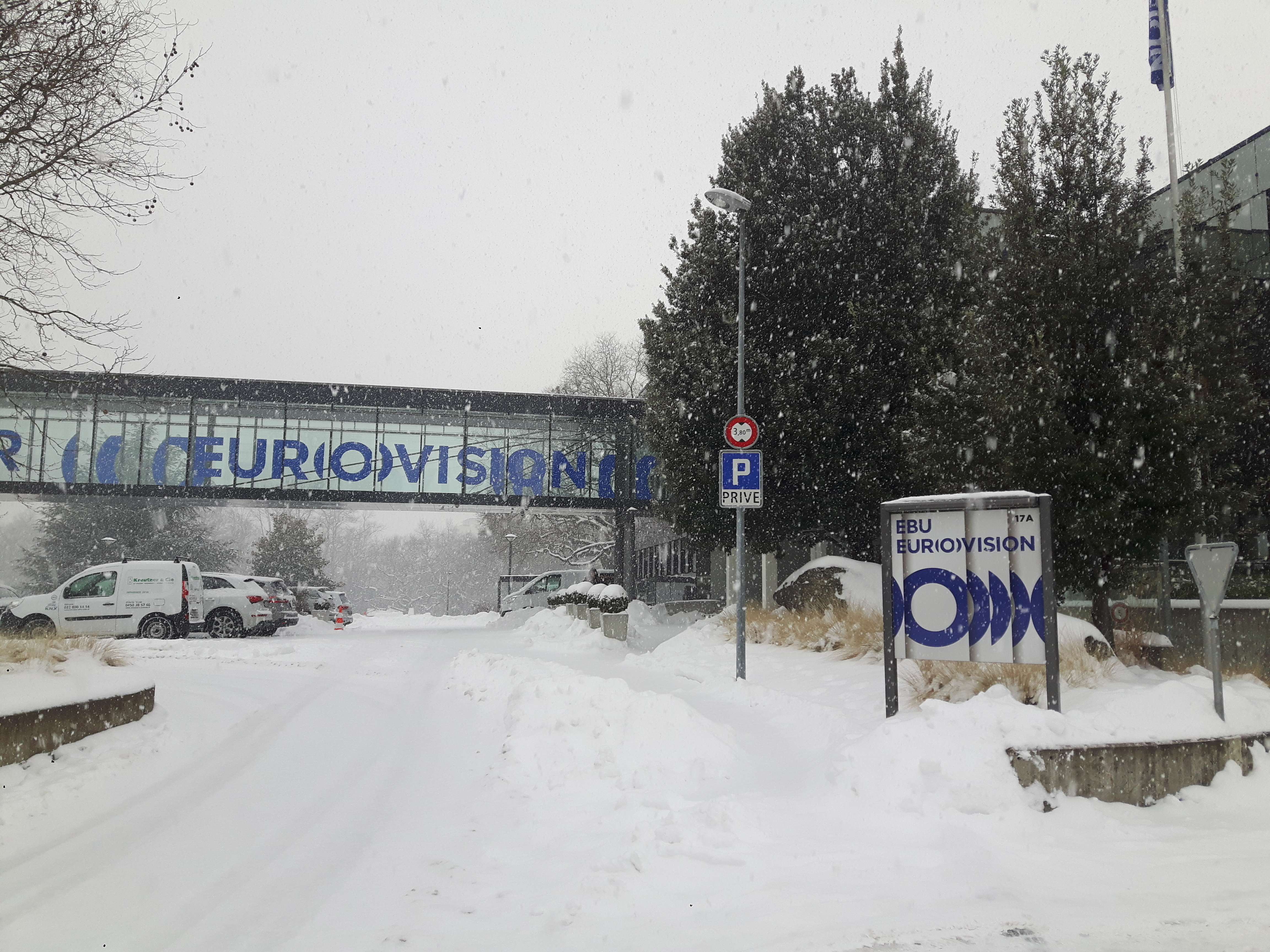
Passerelle entre les deux bâtiments de l'UER au Grand-Saconnex.

L’Union organise des échanges de programmes, stimule et coordonne des coproductions, fournit tous les services opérationnels, commerciaux, techniques, juridiques et stratégiques utiles à ses membres. L'UER possède des bureaux à Bruxelles, où elle représente les intérêts des radiodiffuseurs de service public auprès des institutions européennes, à Londres, à Madrid, à Moscou, à Pékin, à Singapour et à Washington.
L'UER propose également des cours de perfectionnement ouverts à ses membres ainsi qu'à tout journaliste souhaitant se former dans un domaine précis. Ils sont proposés à travers la section « EBU Academy » en 2008 qui aborde des thèmes tels que l'entraînement à la sécurité en milieu hostile, la haute définition, le multimédia, la mise en récit, etc.
L’UER collabore étroitement avec les unions sœurs des autres continents que sont l'Union de radio-télévision Asie-Pacifique (ABU), la North American Broadcasters Association (NABA), l’Union africaine de radiodiffusion (en) (UAR), l’Union de diffusion des États arabes (en) (ASBU) et l’Organisation des télécommunications ibéro-américaines (OTI).

## Historique
Elle est fondée en 1950 lors de la conférence de Torquay (au Royaume-Uni) par les pionniers de la radio et de la télévision en Europe de l'Ouest.
Le couronnement d'Élisabeth II le 2 juin 1953 est la première retransmission simultanée au Royaume-Uni, en France, en Belgique, en Allemagne de l'Ouest, au Danemark et aux Pays-Bas, ce qui marque les prémices de la naissance du réseau de l'Eurovision effective en 1954.
L'indicatif musical des émissions, qui est extrait du Te Deum H 146 de Marc-Antoine Charpentier, a été créé par Carl de Nys.
L'Union européenne de radio-télévision est progressivement élargie durant les années 1950 et 1960 aux différents pays de l'Europe de l'Ouest (Autriche, Espagne, Portugal, Islande...) et du bassin méditerranéen (Turquie, Tunisie, Maroc, Israël…).
L'UER fusionne en 1993 avec l’Organisation internationale de radiodiffusion et de télévision (OIRT), l’ancienne union des radiodiffuseurs de l’Europe de l’Est. Les années 2000 sont marquées par l'adhésion des États du Caucase (Géorgie, Arménie et Azerbaïdjan).

### Identité visuelle (Logo)

Logo de 1993 à juin 2012.
Identité depuis juin 2012.

## Membres

### Membres actifs

Carte des membres de l'UER.

Élargissement de l'UER depuis 1950.

L'Union européenne de radio-télévision (UER) compte 69 membres répartis dans 56 pays. Pour être membre de l'UER, les organismes de radiodiffusion doivent se trouver dans la Zone européenne de radiodiffusion définie par l'Union internationale des télécommunications (UIT), une agence des Nations unies.
| Pays                | Organisme | Sigle    | Année |
| ------------------- | --- | -------- | ----- |
| Albanie             | Radio Televizioni Shqiptar | RTSH     | 1999  |
| Algérie             | Établissement public de télévision | EPTV     | 1970  |
| Algérie             | Établissement public de radiodiffusion sonore | ENRS     | 1970  |
| Algérie             | Télédiffusion d'Algérie | TDA      | 1970  |
| Allemagne           | Arbeitsgemeinschaft der öffentlich-rechtlichen Rundfunkanstalten der Bundesrepublik Deutschland : - Bayerischer Rundfunk (BR) ; - Hessischer Rundfunk (HR) ; - Mitteldeutscher Rundfunk (MDR) ; - Norddeutscher Rundfunk (NDR) ; - Radio Bremen (RB) ; - Rundfunk Berlin-Brandenburg (RBB) ; - Saarländischer Rundfunk (SR) ; - Südwestrundfunk (SWR) ; - Westdeutscher Rundfunk (WDR) ; - Deutsche Welle (DW) ; - Deutschlandradio (DLR). | ARD      | 1952  |
| Allemagne           | Zweites Deutsches Fernsehen | ZDF      | 1963  |
| Allemagne et France | Arte | Arte     | 2025  |
| Andorre             | Ràdio i Televisió d'Andorra | RTVA     | 1999  |
| Arménie             | Télévision et radio publiques d'Arménie : - Compagnie de télévision publique d'Arménie (ARMTV) (Հայաստանի Հանրային Հեռուստաընկերություն, ՀՀՀ) - Radio publique d'Arménie (ARMR) (Հայաստանի Հանրային Ռադիո, ՀՀՌ) | AMPTV    | 2005  |
| Autriche            | Österreichischer Rundfunk | ORF      | 1953  |
| Azerbaïdjan         | İctimai | İCTI/İTV | 2007  |
| Belgique            | Vlaamse Radio- en Televisieomroeporganisatie | VRT      | 1950  |
| Belgique            | Radio-télévision belge de la Communauté française | RTBF     | 1950  |
| Bosnie-Herzégovine  | Javna Radio Televizijska servis Bosnie i Hercegovine | BHRT     | 1993  |
| Bulgarie            | Bâlgarsko Nacionalno Radio (Българско национално радио, БНР) | BNR      | 1993  |
| Bulgarie            | Bâlgarska Nacionalna Televiizija (Българско национално телевизия, БНТ) | BNT      | 1993  |
| Chypre              | Société de radiodiffusion de Chypre (Ραδιοφωνικό Ίδρυμα Κύπρου, ΡΊΚ) | CyBC     | 1969  |
| Croatie             | Hrvatska radiotelevizija | HRT      | 1993  |
| Danemark            | DR | DR       | 1950  |
| Danemark            | TV 2 Danmark | DK/TV2   | 1990  |
| Égypte              | Autorité nationale des médias (ERTU) (اتحاد الاذاعة و التليفزيون المصرى) | NMA      | 1985  |
| Espagne             | Radiotelevisión Española | RTVE     | 1955  |
| Estonie             | Eesti Rahvusringhääling | ERR      | 1993  |
| Finlande            | Oy Yleisradio Ab | YLE      | 1950  |
| France              | Groupement des Radiodiffuseurs français de l'UER : - France Télévisions (FTV) - France Médias Monde (FMM) - Radio France (RF) | GRF      | 1950  |
| Géorgie             | Radio télévision publique géorgienne (საქართველოს საზოგადოებრივი მაუწყებელი, სსმ) | GPB      | 2005  |
| Grèce               | Ellinikí Radiofonía Tileórasi (Ελληνική Ραδιοφωνία Τηλεόραση, ΕΡΤ) | ERT      | 2015  |
| Hongrie             | Groupe des médias hongrois : - Médiaszolgáltatás-támogató és Vagyonkezelő Alap (MTVA) - Duna | HMG      | 2014  |
| Islande             | Ríkisútvarpið | RÚV      | 1956  |
| Irlande             | Raidió Teilifís Éireann | RTÉ      | 1950  |
| Irlande             | TG4 | TG4      | 2007  |
| Israël              | Société de radiodiffusion publique israélienne (תאגיד השידור הישראלי) | KAN      | 2017  |
| Italie              | Radiotelevisione Italiana | RAI      | 1950  |
| Jordanie            | Société radiodiffusion-télévision jordanienne (مؤسسة الإذاعة والتلفزيون الأردني) | JRTV     | 1970  |
| Lettonie            | Latvijas Radio | LR       | 1993  |
| Lettonie            | Latvijas Televīzija | LTV      | 1993  |
| Liban               | Télé-Liban | TL       | 1980  |
| Lituanie            | Lietuvos nacionalinis radijas ir televizija | LRT      | 1993  |
| Luxembourg          | CLT Multi Media (RTL) | CLT      | 1950  |
| Luxembourg          | Média de Service Public 100,7 | MSP      | 1997  |
| Macédoine du Nord   | Makedonska Radio Televizija (Македонска Радио Телевизија, МРТ) | MRT      | 1993  |
| Malte               | Public Broadcasting Services | PBS      | 1970  |
| Maroc               | Société nationale de radiodiffusion et de télévision | SNRT     | 1950  |
| Moldavie            | Teleradio-Moldova | TRM      | 1993  |
| Monaco              | Groupement de Radiodiffusion monégasque : - Monaco Média Diffusion (MMD) - TV Monaco | GRMC     | 1950  |
| Monténégro          | Radio i Televizija Crne Gore | RTCG     | 2006  |
| Norvège             | Norsk rikskringkasting | NRK      | 1950  |
| Norvège             | TV 2 AS | NO/TV2   | 1993  |
| Pays-Bas            | Nederlandse Publieke Omroep : - Vereniging AVROTROS ; - Omroepvereniging BNN-VARA ; - Vereniging De Evangelische Omroep (EO) ; - Omroep MAX ; - KRO-NCRV ; - Nederlandse Omroep Stichting (NOS) ; - NTR ; - VPRO ; - Omroep Zwart ; - Ongehoord Nederland. | NPO      | 1950  |
| Pologne             | Polskie Radio i Telewizja : - Telewizja Polska (TVP) ; - Polskie Radio (PR). | PRT      | 1993  |
| Portugal            | Rádio e Televisão de Portugal | RTP      | 1950  |
| Roumanie            | Societatea Română de Radiodifuziune | ROR      | 1993  |
| Roumanie            | Societatea Româna de Televiziune | RO/TVR   | 1993  |
| Royaume-Uni         | British Broadcasting Corporation | BBC      | 1950  |
| Royaume-Uni         | United Kingdom Independent Broadcasting : - Independent Television: The Network Centre : ITV et STV ; - Sianel 4 Cymru. | UKIB     | 1960  |
| Saint-Marin         | San Marino RTV | SMRTV    | 1995  |
| Serbie              | Radio-Televizija Srbije (Радио-телевизија Србије) | RTS      | 2006  |
| Slovaquie           | Slovenská televízia a rozhlas | STVR     | 1993  |
| Slovénie            | Radiotelevizija Slovenija | RTVSLO   | 1993  |
| Suède               | Sveriges Television och Radio Grupp : - Sveriges Television (SVT) ; - Sveriges Radio (SR) ; - Sveriges Utbildningsradio (UR). | STR      | 1950  |
| Suisse              | Société suisse de radiodiffusion et télévision | SRG SSR  | 1950  |
| Tchéquie            | Český rozhlas | ČR       | 1993  |
| Tchéquie            | Česká televize | ČT       | 1993  |
| Tunisie             | Radio tunisienne et Télévision tunisienne : - Radio tunisienne (RT) ; - Télévision tunisienne (TT). | RTTT     | 1950  |
| Turquie             | Türkiye Radyo Televizyon Kurumu | TRT      | 1950  |
| Ukraine             | Suspilne (Суспільне) | SU       | 2015  |
| Vatican             | Radio Vatican | RV       | 1950  |

### Membres suspendus
| Pays        | Organisme | Sigle |
| ----------- | --- | ----- |
| Biélorussie | Compagnie de télévision et de radio biélorusse (Нацыянальная дзяржаўная тэлерадыёкампанія Рэспублікі Беларусь) | BTRC  |
| Libye       | Libya National Channel (قناة ليبيا الوطنية)                                                                    | LNC   |
| Russie      | Pervi Kanal Первый канал                                                                                       | C1R   |
| Russie      | Radio Dom Ostankino : - Radio Mayak (MK) ; - Radio Orpheus (en) (OP).                                          | RDO   |
| Russie      | Rossijskoe Teleradio                                                                                           | VGTRK |

### Membres affiliés/associés

Pays possédant des membres associés de l'UER.

L'Union européenne de radio-télévision (UER) compte 35 affiliés ou associés répartis dans 21 pays. Les affiliés de l'UER sont les organismes de radiodiffusion (publics ou privés) se trouvant en dehors de la Zone européenne de radiodiffusion définie par l'Union internationale des télécommunications (UIT) mais dont l'adhésion paraît utile à l'UER.
| Pays             | Organisme                                                     | Sigle     | Année |
| ---------------- | ------------------------------------------------------------- | --------- | ----- |
| Afrique du Sud   | South African Broadcasting Corporation                        | SABC      | 1951  |
| Australie        | Australian Broadcasting Corporation                           | ABC       | 1950  |
| Australie        | FreeTV Australia (en)                                         | Free      | 1962  |
| Australie        | Special Broadcasting Service                                  | SBS       | 1979  |
| Bangladesh       | National Broadcasting Authority of Bangladesh                 | NBAB      | 1974  |
| Brésil           | Rádio Cultura                                                 | RC        | 2012  |
| Canada           | CBC/SRC                                                       | SRC / CBC | 1950  |
| Chili            | Corporacion de Televisión de la Universidad Católica de Chile | UCC TV    | 1971  |
| Chine            | Télévision centrale de Chine                                  | CCTV      | 2010  |
| Chine            | Shanghai Media Group                                          | SMG       | 2016  |
| Corée du Sud     | Korean Broadcasting System                                    | KBS       | 1974  |
| Cuba             | Instituto Cubano de Radio y Televisión                        | ICRT      | 1992  |
| États-Unis       | ABC                                                           | ABC       | 1959  |
| États-Unis       | APM                                                           | APM       | 2004  |
| États-Unis       | CBS Corporation                                               | CBS       | 1956  |
| États-Unis       | NPR                                                           | NPR       | 1971  |
| États-Unis       | NBC                                                           | NBC       | 1953  |
| États-Unis       | WFMT Radio Network                                            | WFMT      | 1980  |
| États-Unis       | NYPR                                                          | NYPR      | 2012  |
| Géorgie          | Rustavi 2                                                     | RB        | 2003  |
| Géorgie          | Tele Imedi                                                    | TEME      | 2004  |
| Groenland        | Kalaallit Nunaata Radioa                                      | KNR       | 1982  |
| Hong Kong        | RTHK                                                          | RTHK      | 1983  |
| Inde             | All India Radio                                               | AIR       | 1979  |
| Iran             | Islamic Republic of Iran Broadcasting                         | IRIB      | 1969  |
| Japon            | Fuji Television Network Inc.                                  | FTN       | 1969  |
| Japon            | Nippon Hōsō Kyōkai                                            | NHK       | 1951  |
| Japon            | TBS                                                           | TBS       | 2000  |
| Japon            | Tokyo FM Broadcasting (en)                                    | TFM       | 1986  |
| Kazakhstan       | Khabar Agency                                                 | KA        | 2016  |
| Malaisie         | Radio Televisyen Malaysia                                     | RTM       | 1970  |
| Maurice          | Mauritius Broadcasting Corporation                            | MBC       | 1980  |
| Nouvelle-Zélande | Radio New Zealand                                             | RNZ       | 1950  |
| Nouvelle-Zélande | Television New Zealand                                        | TVNZ      | 1950  |
| Oman             | Public Authority for Radio and TV                             | PART      | 1976  |
| Syrie            | Organisme de la Radio-Télévision Arabe Syrienne               | ORTAS     | 1978  |

### Participants agréés
L'Union européenne de radio-télévision (UER) compte sept participants agréés[C'est-à-dire ?].
| Pays                                 | Organisme                                              | Sigle     |
| ------------------------------------ | ------------------------------------------------------ | --------- |
| France / Allemagne                   | Arte                                                   | ARTE      |
| Belgique Canada France Suisse Monaco | TV5 Monde                                              | TV5       |
| Espagne                              | Catalunya Música                                       | CAT       |
| Espagne                              | Abertis                                                | ABERTIS   |
| Europe                               | Euronews                                               | EURONEWS  |
| Europe                               | Eurosport                                              | EUROSPORT |
| Europe                               | Eurofoot                                               | EUROFOOT  |
| Macédoine du Nord                    | Makedonska Radio Difuzija                              | JP MRD    |
| Russie                               | Russian Television and Radio Broadcasting Network (en) | RTRN      |
| Internationale                       | TVI Sports World/Olympic Channel/OBS                   | OBS       |

### Anciens membres
| Pays                 | Organisme                                               | Sigle  | Note                                                                                           |
| -------------------- | ------------------------------------------------------- | ------ | ---------------------------------------------------------------------------------------------- |
| Finlande             | MTV3                                                    | FI/MTV |                                                                                                |
| France               | Europe 1                                                | E1     |                                                                                                |
| Grèce                | Nouvelle Radio-Internet-Télévision hellénique           | NERIT  | Remplace la Ellinikí Radiofonía Tileórasi de 2013 à 2015.                                      |
| Hongrie              | Magyar Televízió                                        | MTV    | Fusionnent en 2015 pour former l'Hungarian Media Group.                                        |
| Hongrie              | Magyar Rádió                                            | MR     | Fusionnent en 2015 pour former l'Hungarian Media Group.                                        |
| Hongrie              | Duna Televízió                                          | Duna   | Fusionnent en 2015 pour former l'Hungarian Media Group.                                        |
| Italie               | Telemontecarlo                                          | TMC    | Arrête d'émettre en 2001.                                                                      |
| Libye                | Office général de la radio et de la télévision libyenne | LJBC   | Arrête d'émettre en 2011 lorsque la Libye change de régime.                                    |
| Serbie-et-Monténégro | Udruženje javnih radija i televizija                    | UJRT   | Fait partie de l'UER le temps que la Serbie-et-Monténégro existe, c'est-à-dire de 2003 à 2006. |
| Slovaquie            | Slovenská televízia                                     | SVT    | Filiales de Rozhlas a televízia Slovenska depuis 2011.                                         |
| Slovaquie            | Slovenský rozhlas                                       | SRo    | Filiales de Rozhlas a televízia Slovenska depuis 2011.                                         |
| Yougoslavie          | Jugoslovenska Radio-Televizija                          | JRT    | Arrête d'émettre en 1992 après la chute de la seconde Yougoslavie.                             |

## Organisation

### Historique
Le 1er janvier 2019, Tony Hall et Delphine Ernotte remplacent respectivement Jean-Paul Philippot et Monica Maggioni (it) à la présidence et à la vice-présidence de l'UER.
En octobre 2020, la Française Delphine Ernotte, présidente de France-Télévisions, est la première femme élue présidente de l'UER. Elle remplace Tony Hall à partir du 1er janvier 2021, pour une période de deux ans.

### Conseil exécutif
En 2022, le conseil exécutif de l'UER est composé de :
- Présidente :  Delphine Ernotte (FTV) ;
- Vice-président :  Petr Dvořák (ČT).

- Membres :

-  Cilla Benkö (sv) (SR) ;
-  Mykola Chernotytskyi (UA:PBC) ;
-  Tim Davie (BBC) ;
-  Monika Garbačiauskaitė-Budrienė (lt) (LRT) ;
-  Giacomo Ghisani (Radio Vatican) ;
-  Gilles Marchand (SRG SSR) ;
-  Nicolau Santos (RTP) ;
-  Marinella Soldi (RAI) ;
-  Katja Wildermuth (BR) ;

### Budget
Le budget de l’UER en 2021 est libellé en francs suisse (CHF),.
Il s’établit, selon son rapport officiel financier publié chaque année, comme suit :
Ses revenus en 2021 s’établissent à 324,848 millions CHF notamment par la vente de droits (125 millions CHF), de réseau (104 millions CHF), et de contribution des membres (51,8 millions CHF)
Il reçoit de ses membres 51,8 millions de francs suisse dont 24 millions de contribution obligatoires et 27.8 millions de cotisations. Les contributions obligatoires ont été réduites de 5% par rapport à 2020.
Pour les dépenses, l‘UER emploie 477 personnes à poste temporaire ou permanent issus de 42 nationalités différentes dont 59% d’hommes.
Il regroupe ses dépenses en 4 secteurs d’activités : 
- 29.4 millions CHF, soit 52% des dépenses pour soutenir des contenus ;
- 14.1 millions CHF, soit 24% des dépenses pour l’expertise, apprentissage, partage et travail en réseau ;
- 8.5 millions CHF, soit 15% des dépenses pour la recherche et développement ;
- 5.5 millions CHF, soit 9% des dépenses pour un travail de sensibilisation.

## Événements organisés
En collaboration avec le radio télédiffuseur hôte respectif, l'UER organise différentes compétitions et événements dans lesquels tous ses membres peuvent participer s'ils le souhaitent. Les différents programmes élaborés sont :
- le Concours Eurovision de la chanson, créé en 1956 ;
- le Festival de la Rose d'or, créé en 1961 ;
- le Concours Eurovision des jeunes musiciens, créé en 1982 ;
- le Concours Eurovision des jeunes danseurs, créé en 1985 ;
- le Concours Eurovision de la chanson junior, créé en 2003 ;
- le Chœur Eurovision, créé en 2017.

En 2018, les parties prenantes se sont entendues pour organiser, en 2019, la campagne des Élections européennes de 2019, qui se manifeste par des débats télévisés paneuropéens avec les candidats pour la présidence de la commission,.
Auparavant, d'autres programmes étaient organisés :
- les Jeux sans frontières (1965-1982 et 1988-1999) ;
- le Concours Eurovision de la danse (2007-2008).

## Projets

### Épisode
De 1996 à 1998, ce projet a pour objectif d'informer sur les problèmes relatifs à l'intégration du RDS-TMC dans les systèmes de radiodiffusion en direct. Il en est ressorti la nécessité d’adopter des systèmes et des méthodes de radiodiffusion communs, notamment pour une compatibilité avec les langues européennes, les formats de données pour le codage des localisations (ALERT C et ALERT+) et au dictionnaire de données DATEX.

### B/TPEG
Le projet Transport Protocol Experts Group, de 1997 à 2000, a regroupé certains acteurs concernés par l'information routière comme les radiodiffuseurs, les fabricants de matériel électronique et les opérateurs de transmission pour la mise en place de protocoles communs de communication (TPEG). Ces protocoles sont une amélioration du protocole TMC pour les systèmes DAB.
Les protocoles sont :
- TPEG-PTI pour l'information sur les transports publics ;
- TPEG-RTM pour les messages sur le trafic routier ;
- TPEG-SNI pour l'information sur le service et le réseau.